# Bagnoli Superiore
Bagnoli Superiore (Gornji Konec in sloveno) è una frazione del comune di San Dorligo della Valle, in Friuli-Venezia Giulia. Esso è a sua volta un distaccamento dall'abitato di Bagnoli della Rosandra.

## Geografia fisica
L'abitato è posto in una posizione dal punto di vista naturale più che eccellente, a nord è situato il comprensorio della riserva naturale della val Rosandra con il relativo torrente.

## Luoghi d'interesse
- Acquedotto romano della Val Rosandra[2]
- Riserva naturale della Val Rosandra[3][4]

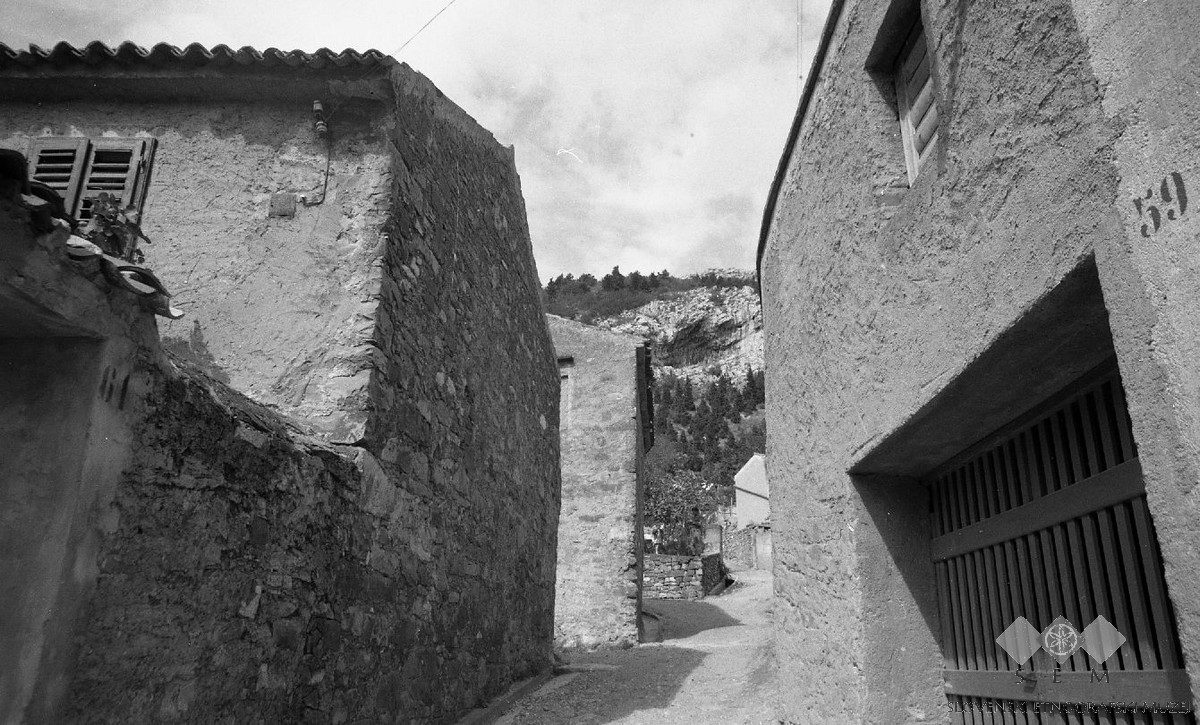
Le prime case arrivando dalla strada comunale nel 1967

- Rifugio Mario PremudaLe prime case arrivando dalla strada comunale nel 1967

## Infrastrutture e trasporti

### Su strada
L'unico accesso al paese per i veicoli gommati è tramite una strada comunale che collega Bagnoli Superiore a Bagnoli della Rosandra.

### Su rotaia
L'attuale ciclopedonale Giordano Cottur fu sede della ferrovia Trieste-Erpelle.

### A piedi
Grazie ai numerosi sentieri nella riserva naturale si può raggiungere facilmente l'abitato con sentieri di diversa difficoltà.